# Viola novae-angliae
Viola novae-angliae är en violväxtart som beskrevs av Homer Doliver House. Viola novae-angliae ingår i släktet violer, och familjen violväxter. Inga underarter finns listade i Catalogue of Life.